# Frédérique Loutz
Frédérique Loutz (* 1974 in Sarreguemines, Frankreich) ist eine französische zeitgenössische Künstlerin. Sie arbeitet und lebt in Paris.
2006/2007 war sie Stipendiatin der Villa Medici in Rom.

## Einzelausstellungen (Auswahl)
- 2013 Ut pictura poesis, Centre international de poésie, Marseille
- 2013 Coup(o)les, Château Chambord, Château de Chambord
- 2012 Idiomes, Galerie Claudine Papillon, Paris
- 2011 Das Projekt Anders und anderes, Atelier Michael Woolworth, Paris
- 2010 La retour de Jau, Villa Emerige, Paris
- 2010 Bal à Jau, Chateau de Jau, Roussillon-Languedoc, 66600 Cases de Pène
- 2010 Loutz's works im Kunstfreunde loft, Berlin
- 2009 FEDERation, galerie Jordan-Seydoux, Berlin
- 2009 Vit et bien, Galerie Claudine Papillon, Paris
- 2008 Fèdre et le vilain petit Icare, Ambassade de France, Berlin
- 2008 Gallery Frissiras, Athènes
- 2007 Hänsel & Brätsel, Galerie Claudine Papillon, Paris
- 2005 Aquarelles, Galerie Claudine Papillon, Paris
- 2005 Le fruit de la rencontre, Musée Raymond Lafage, Lisle-sur-Tarn
- 2002 Juste, pour voir – Dessin(s), Galerie des Etudes, ENAD, Musée départemental de la tapisserie, Aubusson
- 2001 Galerie du Théâtre Ruteboeuf, Clichy la garenne
- 2000 Bitcherland, Galerie du Haut-Pavé, Paris

## Öffentliche Sammlungen
- MoMA
- Museum Centre Georges Pompidou, Paris
- Frissirasmuseum, Athen